# Van etter tot engel
Van etter tot engel is een van oorsprong Engels televisieformat, waarin zes of zeven probleemjongeren voor enkele weken  verblijven in een kamp in de wildernis, om hun karakter te veranderen, zodat ze normale jongeren worden. De oorspronkelijke Britse versie, genaamd Brat Camp, werd uitgezonden op Channel 4. De gelijknamige Amerikaanse versie werd uitgezonden op ABC. Het format won een internationale Emmy Award.
Nadien is er ook een Nederlandse versie verschenen, waarin 7 probleemjongeren 35 dagen in de Keniase wildernis verbleven. Dit programma heet Van etter tot engel goes Kenia. In 2007 werd er ook een Duitse versie uitgezonden.

## Format
Zes of zeven jongeren die problemen hebben, omdat ze bijvoorbeeld drugs gebruiken, te veel alcohol gebruiken of diefstallen pleegden, worden voor enkele weken vastgezet op een kamp. Dit kamp bevindt zich vaak in de woestijn in Utah. Op het kamp tellen strenge regels. Er mag vaak niet gepraat worden, er wordt geslapen in kleine tentjes en wie de regels overtreedt wordt zwaar gestraft. Na een bepaalde periode krijgen de jongeren andere, vaak soepelere regels opgelegd, en mogen ze bijvoorbeeld slapen in normale bedden, en eten ze normaler voedsel. Wie zich dan alsnog niet aan de regels houdt, gaat weer terug naar de oude regels. Regelmatig worden zelfgemaakte video's laten zien van de ouders, waarin de situatie thuis duidelijk wordt.

## Van etter tot engel goes Kenia
Van etter tot engel goes Kenia is de Nederlandse versie van Brat Camp. Zeven jongeren die zich hebben misdragen gingen voor 35 dagen naar Kenia toe, om hun karakter te veranderen. Het programma werd in het najaar van 2006 uitgezonden.
De begeleiding van Van Etter tot Engel staat onder leiding van Keith Bakker, indertijd werkzaam bij de kliniek Smith & Jones in Amsterdam. Martijn Bos is de 'discipline coach'. Bos heeft jarenlange ervaring met (probleem)jongeren en is tevens krav-maga-instructeur en directeur van Trainingscentrum Helena.
Deelnemers seizoen 1
| Naam      | Geboortedatum | Probleem                                       |
| --------- | ------------- | ---------------------------------------------- |
| Donny     | 1992          | Vandalisme, vechtpartijen                      |
| Dormeshia | 1991          | Drugs, vechtpartijen                           |
| Laurens   | 1989          | Problemen thuis, overtredingen in het openbaar |
| Alexander | 1992          | Vandalisme, ruzies thuis, gameverslaafd        |
| Rony      | 1989          | Drugs, ruzies thuis                            |
| Maurice   | 1989          | Drugs, alcohol, liegen                         |
| Demi      | 1992          | Drugs, ruzie zoeken, agressief                 |